# (255) Oppavia
(255) Oppavia es un asteroide perteneciente al cinturón de asteroides descubierto el 31 de marzo de 1886 por Johann Palisa desde el observatorio de Viena, Austria.
Está nombrado por Opava, una ciudad de la República Checa.